# وورا
وورا (به لاتین: Vorë) یک شهرک در آلبانی است که در استان تیرانا واقع شده‌است.